# Mary Rosenblum

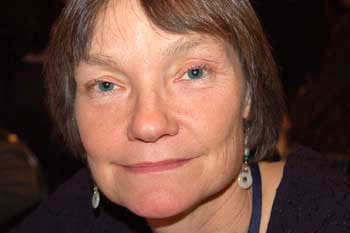
Mary Rosenblum 2006

Mary Freeman Rosenblum (geboren am 27. Juni 1952 in Levittown, New York; gestorben am 11. März 2018 bei Daybreak Field, südlich von La Center, Washington) war eine amerikanische Autorin von Science-Fiction- und Detektivgeschichten.

## Leben
Rosenblum wuchs in Allison Park, einer Vorstadt von Pittsburgh, Pennsylvania, auf. Sie studierte am Reed College in Oregon, wo sie einen Abschluss in Biologie machte. 1988 nahm sie am Clarion West Writers’ Workshop teil, wo es ihr gelang, Gardner Dozois von einer ihrer Kurzgeschichten zu überzeugen. For a Price erschien dann im Juni 1990 in Isaac Asimov’s Science Fiction Magazine. In der Folge veröffentlichte sie über 60 Kurzgeschichten. Ein Teil davon erschien 1996 gesammelt in Synthesis & Other Virtual Realities.
1993 erschien ihr erster Roman, The Drylands (deutsch als Die verstummten Quellen), der sich mit den Folgen des Klimawandels befasst, insbesondere einer zunehmenden Trockenheit im amerikanischen Nordwesten. In einem Interview 2007 musste sie feststellen, dass die Prognosen, die sie Anfang der 1990er Jahre recherchiert hatte, nun dabei waren einzutreffen. Sie meinte dazu: „Ich spiele zwar gern die Kassandra, nicht aber dann, wenn meine Kinder und ich in deren Welt leben! Das ist sehr verstörend.“ Für The Drylands wurde sie 1994 mit dem Compton Crook/Stephen Tall Memorial Award für den besten Debütroman ausgezeichnet.
Zwischen 1999 und 2002 veröffentlichte sie Gardening Mysteries, eine Serie von vier Kriminalromanen um die Landschaftsgärtnerin Rachel O’Connor, die zusammen mit ihrer Jugendliebe Jeff Price, der inzwischen Polizist geworden ist, in der fiktiven Stadt Blossom in Oregon diverse Mordfälle löst. Außerdem schrieb sie Geschichten für Ellery Queen’s Mystery Magazine.
Ihre Detektivgeschichten und Krimis veröffentlichte sie unter ihrem Geburtsnamen Mary Freeman.
Rosenblum starb 2018 im Alter von 65 Jahren beim Absturz ihrer einmotorigen Maschine in der Nähe des Flugplatzes Daybreak Field südlich der Stadt La Center im US-Bundesstaat Washington.

## Auszeichnungen
- 1994: Compton Crook/Stephen Tall Memorial Award für The Drylands als bester Debütroman
- 1997: Asimov’s Readers’ Poll für die Erzählung Gas Fish
- 2009: Sidewise Award für die Kurzgeschichte Sacrifice

## Bibliografie
The Drylands (Serie)
- Water Bringer (1991, Kurzgeschichte)
- Celilo (1991, Kurzgeschichte)
- The Bee Man (1991, Kurzgeschichte)
- The Drylands (1993)
  - Deutsch: Die verstummten Quellen. Heyne SF&F #5386, 1996, ISBN 3-453-09450-6.
- Water Rites (2007, Sammlung)

Selkies (Kurzgeschichtenserie)
- Selkies (1994)
  - Deutsch: Selkies. In: Friedel Wahren (Hrsg.): Isaac Asimov’s Science Fiction Magazin 45. Folge. Heyne SF&F #5311, 1995, ISBN 3-453-08566-3.
- The Mermaid’s Comb (1994)
  - Deutsch: Der Kamm der Meerjungfer. In: Wolfgang Jeschke (Hrsg.): Heyne Science Fiction Jahresband 1996. Heyne SF&F #5398, 1996, ISBN 3-453-09459-X.

Rachel O’Connor Gardening Mystery (Krimi-Romanserie, als Mary Freeman)
- 1 Devil’s Trumpet (1999)
- 2 Deadly Nightshade (1999)
- 3 Bleeding Heart (2000)
- 4 Garden View (2002)

Romane
- Chimera (1993)
  - Deutsch: Virtuelles Fleisch. Heyne SF&F #5387, 1996, ISBN 3-453-09451-4.
- The Stone Garden (1995)
- Horizons (2006)

Sammlungen
- Synthesis & Other Virtual Realities (1996)

Kurzgeschichten
- For a Price (1990)
- The Awakening (1990)
- Floodtide (1990)
- In Unison, Softly (1991)
- Spirit-Dancing on the Evergreen Point Ridge (1991)
- Synthesis (1992)
  - Deutsch: Synthese. In: Friedel Wahren (Hrsg.): Isaac Asimov’s Science Fiction Magazin 41. Folge. Heyne SF&F #5018, 1993, ISBN 3-453-06599-9.
- Second Chance (1992)
  - Deutsch: Die zweite Chance. In: Friedel Wahren (Hrsg.): Asimovs Science Fiction 53. Folge. Heyne SF&F #6318, 1999, ISBN 3-453-15646-3.
- The Stone Garden (1992)
- Chimera (excerpt) (1993)
- Entrada (1993)
  - Deutsch: Entrada. In: Friedel Wahren (Hrsg.): Isaac Asimov’s Science Fiction Magazin 43. Folge. Heyne SF&F #5141, 1994, ISBN 3-453-07762-8.
- Stairway (1993)
  - Deutsch: Die Treppe. In: Friedel Wahren (Hrsg.): Isaac Asimov’s Science Fiction Magazin 42. Folge. Heyne SF&F #5085, 1994, ISBN 3-453-07248-0.
- Sanctuary (1993)
- The Rain Stone (1993)
- Bordertown (1993)
  - Deutsch: Grenzstadt. In: Friedel Wahren (Hrsg.): Asimovs Science Fiction 47. Folge. Heyne SF&F #5481, 1996, ISBN 3-453-10918-X.
- California Dreamer (1994)
- Rat (1994)
  - Deutsch: Ratte. In: Friedel Wahren (Hrsg.): Asimovs Science Fiction 52. Folge. Heyne SF&F #5989, 1998, ISBN 3-453-14982-3.
- Mr. Sartorius (1994, mit Greg Abraham)
- Bloodstone (1995)
- Flight (1995)
  - Deutsch: Flug. In: Friedel Wahren (Hrsg.): Asimovs Science Fiction 48. Folge. Heyne SF&F #5635, 1996, ISBN 3-453-11888-X.
- First Freedom (1995, mit Greg Abraham)
- Casting at Pegasus (1995)
  - Deutsch: Sternenfischer. In: Friedel Wahren (Hrsg.): Isaac Asimov’s Science Fiction Magazin 46. Folge. Heyne SF&F #5373, 1995, ISBN 3-453-09438-7.
- The Ravine (1995)
- Elegy (1995)
- The Centaur Garden (1995)
- The Gardener (1995)
- The Doryman (1995)
- Gas Fish (1996)
  - Deutsch: Gasfische. In: Friedel Wahren (Hrsg.): Asimovs Science Fiction 49. Folge. Heyne SF&F #5666, 1997, ISBN 3-453-12643-2.
- Yesterdays (1996)
  - Deutsch: Gestern. In: Friedel Wahren (Hrsg.): Asimovs Science Fiction 55. Folge. Heyne SF&F #6355, 2000, ISBN 3-453-17103-9.
- One Good Juror (1997, mit James Sarafin)
- Afterimage (1997)
- The Botanist (1997)
- Falling Into Eden (1997)
- The Eye of God (1998)
- The Rainmaker (1998)
- Golden Bird (2003)
- Songs the Sirens Sing (2004)
- Tracker (2004)
- Jumpers (2004)
- Skin Deep (2004)
- Green Shift (2005)
- Gypsy Tail Wind (2005)
- Search Engine (2005)
- Home Movies (2006)
- The Woman Who Walked with Dogs (2006)
- Breeze from the Stars (2007)
- Color Vision (2007)
- Splinters of Glass (2007)
- Night Wind (2008)
- The Egg Man (2008)
- Sacrifice (2008)
- Horse Racing (2008)
- Lion Walk (2009)
- Dragon Wind (2009)
- My She (2009)
- Blood Ice (2009)
- Dragon Storm (2009)
- Shoals (2013)